# Robert John Wynne
Robert John Wynne (New York City, 18 novembre 1851 – Washington, 11 marzo 1922) è stato un politico statunitense.

## Biografia
Fu il quarantunesimo direttore generale delle poste degli Stati Uniti sotto il presidente degli Stati Uniti d'America Theodore Roosevelt (ventiseiesimo presidente).
Suo padre morì quando era adolescente lasciandolo in difficoltà finanziarie, per sopperirvi iniziò a lavorare come telegrafista. Trasferitosi a Colonia Lane continuò il suo lavoro, fino al 1891. Giunto a Washington lavorò al Cincinnati Gazette, e poi servì in qualità di segretario il Segretario del tesoro Charles Foster.
Alla sua morte il corpo venne sepolto al Mount Olivet Cemetery, Washington